# Bathippus dilanians
Bathippus dilanians es una especie de araña saltarina del género Bathippus, familia Salticidae. Fue descrita científicamente por Thorell en 1881.

## Distribución
Habita en Indonesia y Nueva Guinea.